# Qu'est-ce qui fait courir David ?
Pour plus de détails, voir Fiche technique et Distribution.
Qu'est-ce qui fait courir David ? est un film français réalisé par Élie Chouraqui, sorti en 1982.

## Synopsis
David, 30 ans, travaille sur le script de son nouveau film : il y évoque ses origines juives, son enfance, son adolescence, sa relation avec ses parents, ses souvenirs de la maison familiale à Jullouville. Son amie, Anna, avec laquelle il vit, n'aime pas son scénario et le quitte. Les deux se retrouvent pourtant à Jullouville lors du décès de la mère de David. Il a retouché son scénario et va réaliser son film avec Hélène, son ancien amour qui est désormais une star.

## Fiche technique
- Titre : Qu'est-ce qui fait courir David ?
- Réalisation : Élie Chouraqui
- Scénario : Élie Chouraqui (nommé au César du meilleur scénario original et César du meilleur dialogue)
- Assistant réalisateur : Inigo Lezzi, Henri-Jacques Cukier, Benjamin Legrand
- Production : Danièle Delorme, Yves Robert, Xavier Gélin
- Société de production : La Guéville, 7 films cinéma, France 3 Cinéma
- Directeur de production : Jean-Claude Bourlat
- Musique : Michel Legrand interprétée par Charles Aznavour
- Photographie : Robert Alazraki
- Montage : Noëlle Boisson (César du meilleur montage 1983)
- Décors : Christian Siret
- Costumes : Karl Lagerfeld
- Son : Harrick Maury
- Distribution : MK2 Diffusion
- Pays :  France
- Langue : français
- Genre : Comédie dramatique
- Durée : 97 minutes
- Format : Couleur Eastmancolor Fujicolor
- Budget :
- Date de sortie : 5 mai 1982

## Distribution
- Francis Huster : David
- Nicole Garcia : Anna
- Charles Aznavour : Léon, le père de David
- Michel Jonasz : Simon (nommé au César du meilleur acteur dans un second rôle 1983)
- André Dussollier : Guy
- Anouk Aimée : Hélène
- Nathalie Nell : France
- Magali Noël : Sarah, la mère de David
- Charles Gérard : William
- Katia Tchenko : Rose
- Danièle Delorme : 'Georges'
- Maurice Bénichou : Albert
- Annie Noël : la mère supérieure
- Patrice Melennec : L'homme de la cabine téléphonique
- Nicolas Hossein : Nicolas
- Caroline Varon : France à 15 ans
- Geneviève Mnich : Rebecca
- Josée Yanne : Lou
- Alexandre Buenos : Alexandre
- Mario Gonzalès
- Henri Gruvman
- Fabienne Mai
- Mathé Souverbie : Une danseuse à la bar-mitsva
- Alexis Hazara
- Eric Magnan
- Nicolas Wolf
- Sophie Lifshitz

## À noter
- Noëlle Boisson a remporté le César du meilleur montage.
- Michel Jonasz a été nommé pour le César du meilleur acteur dans un second rôle pour son interprétation de Simon.
- Élie Chouraqui a été nommé pour le César du meilleur scénario original et César du meilleur dialogue.
- Charles Aznavour a interprété sept chansons pour la bande originale intitulé "D'égal à égal", dont une en duo avec Nicole Croisille.
- Michel Jonasz a écrit et enregistré la chanson La Maison à Jullouville, directement inspirée par les personnages du film.